# Hidrauličko prenosilo
Hidrauličko prenosilo koristi cjevovode kojima se prenosi (transportira) sipki materijal (ugljen, ruda, pijesak, drvo) strujom tekućine (najčešće vode), iskorištavajući prirodni pad (gravitacija) ili tlak pumpe.

## Podjela
U samotečnim prenosilima smjesa se materijala i vode giba niz kose otvorene kanale, odnosno žljebove, djelovanjem sile teže. Žljebovi imaju nagib od 3 do 6%, već prema koncentraciji smjese koja smije sadržavati najviše oko 14% tvrdih materijala. Samotečna prenosila, odnosno hidrauličke kliznice, služe na primjer za prijenos šećerne repe u tvornicama šećera, a pri tom se repa istodobno i pere. Često se u otvorenim žljebovima prenosi pepeo iz kotlovskih postrojenja, troska iz visokih peći, odgor iz valjaonice i drvo.
Druga su vrsta hidraulička prenosila s crpkom (pumpom), gdje se smjesa materijala i vode prenosi kroz cijevi tlakom proizvedenim djelovanjem crpke. Prema načinu djelovanja razlikuju se usisna hidraulička prenosila, tlačna hidraulička prenosila i kombinirana, usisno-tlačna prenosila.

### Usisna hidraulička prenosila
Usisna hidraulička prenosila imaju crpku na kraju dobavnog puta, pa u cjevovodu vlada podtlak. Zbog malog pada tlaka mogu se postići samo kratke duljine dobave.

### Tlačna hidraulička prenosila
U tlačnim hidrauličkim prenosilima crpka je smještena na početku dobavnog puta. Materijal se preko nekog dodavala ubacuje pod tlakom u cjevovod iza crpke, ili smjesu materijala i vode usisava centrifugalna crpka i zatim je tlači kroz cjevovod. Taj je način prijenosa prikladan samo za sitan materijal. 
Svojstvena je veličina hidrauličkog prijenosa volumenska koncentracija c izražena omjerom volumnog protoka materijala Ivm i volumnog protoka smjese materijala i vode Ivsmj = Ivm + Ivv. Ona je određena izrazom:
{\displaystyle c={\frac {I_{vm}}{I_{vm}+I_{vv}}}={\frac {I_{vm}}{I_{vsmj}}}}
Obično se postiže volumenska koncentracija (koncentracija krutog materijala) c = 0,05 - 0,4. Da se cjevovod ne bi začepio, ta vrijednost ne smije prijeći 0,5. 
Promjer cijevi iznosi od 150 do 1 000 mm, tlakovi su u cijevima do 14 MPa, a maseni protok od 100 do 500 t/h. Daljina je dobave do 400 km, pa hidraulički prijenos dolazi u obzir kao mogućnost za željeznički ili brodski prijenos. Jedno veliko hidrauličko postrojenje za prijenos sitnog ugljena u SAD ima duljinu 175 km, promjer cijevi 275 mm, a maseni protok 4 500 t na dan. 
Prednosti su hidrauličkih prenosila: velika daljina dobave, prijenos bez stvaranja prašine, niski pogonski troškovi, postupak se prijenosa može kombinirati s nekim tehnološkim postupcima. No, odlučujući kriteriji za prosuđivanje isplatljivosti hidrauličkih postrojenja vezani su uz velik potrošak vode i uz visoka ulaganja za nabavu uređaja za odvajanje.